# Библос (замак)
Библос је крсташки замак у Библосу, Либан, у то време познат и као Замак Гибелет.

## Историја
Први археолошки налази са подручја Библоса потичу из 5. миленијума пре нове ере. У 3. миленијуму пре наше ере Библос се развио у важну луку и око добио градске зидине. Средином бронзаног доба постао је најважнија лука Леванта, посебно за трговину кедровином са Египтом. О томе сведоче овде пронађене староегипатске вазе од алабастера и посуде са хијероглифским именима фараона. Египћани су наручивали изградњу транспортних бродова у Библосу. Из оваквог пословног односа проистекла је политичка независност краљева Библоса који су били вазали египатских фараона. Имена краљева су записивана египатским хијероглифима и носили су египатске титуле.
Библос је био и главни центар за трговину папирусом, од кога су израђиване ролне папируса, најважнији медијум за ширење писане културе у старогрчком свету. Стари Грци су по Библосу папирус звали Бублос. Папирус је изгледа допринео и појави библоског писма. Оно се лако записивало на папирусу, за разлику од угаритског.
У другој половини 2. миленијума пре наше ере Угарит је од Библоса преузео улогу најважније луке источног Медитерана. Библос је и даље остао значајан, нарочито у трговини са Египтом. Краткотрајно је повратио доминацију око 1200. године п. н. е. када је Угарит уништен. Од 900. године п. н. е. Библос је потпао под утицај Асираца. Зна се да су у 8. веку пре нове ере краљеви Библоса плаћали данак владару Асирије.
Касније је град доспео под власт Вавилонаца и Персијанаца. Библос је имао своје краљеве, али је као вазал морао да плаћа велики данак. Од 4. века пре нове ере Библос је ковао сопствени новац по коме су нам позната имена појединих краљева.
После смрти Александра Великог град су преузели Селеукиди и он више није имао сопствене краљеве. Тиме је изгубио и политичку аутономију. У римско доба град је доживео период благостања, о чему сведоче бројни мозаици, амфитеатар, колонада и нимфеум. Град је поново ковао свој новац.
У ери крсташких ратова Библос је имао име Гиб(е)лет и у њему је постојала крсташка тврђава. Она је припадала Грофовији Триполи. Град је 1187. заузео Саладин, крсташи су га повратили 1197, да би га коначно 1298. заузели мамелуци. Од 1516. Библос је под контролом Османског царства.
Библос је стављен на УНЕСКО листу Светске баштине 1984. године.